# ブルーレイク (南オーストラリア州)
ブルーレイク (英語: Blue Lake, 先住民族名: ワーラー) とは、オーストラリア・南オーストラリア州の南東部に位置する休火山ガンビア山の頂上にあるカルデラ湖である。夏に青色、冬には灰色と、季節によって色が変わることで有名であるが、色が変わる理由はよくわかっていない。また、この湖はマウントガンビアの町の貴重な飲料水にもなっている。また、ブルーレイクのほかに3つの火口があり、そのうち1つが湖になっている。

## ギャラリー

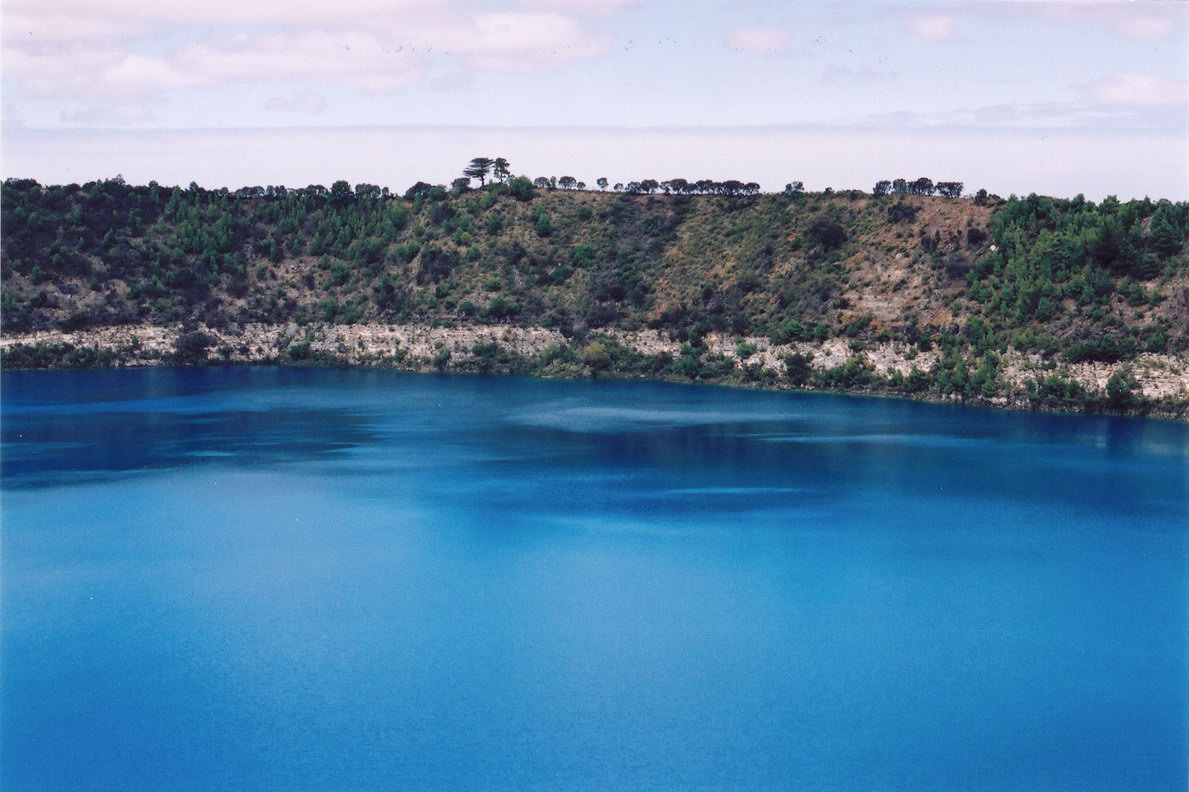
3月初旬のブルーレイク
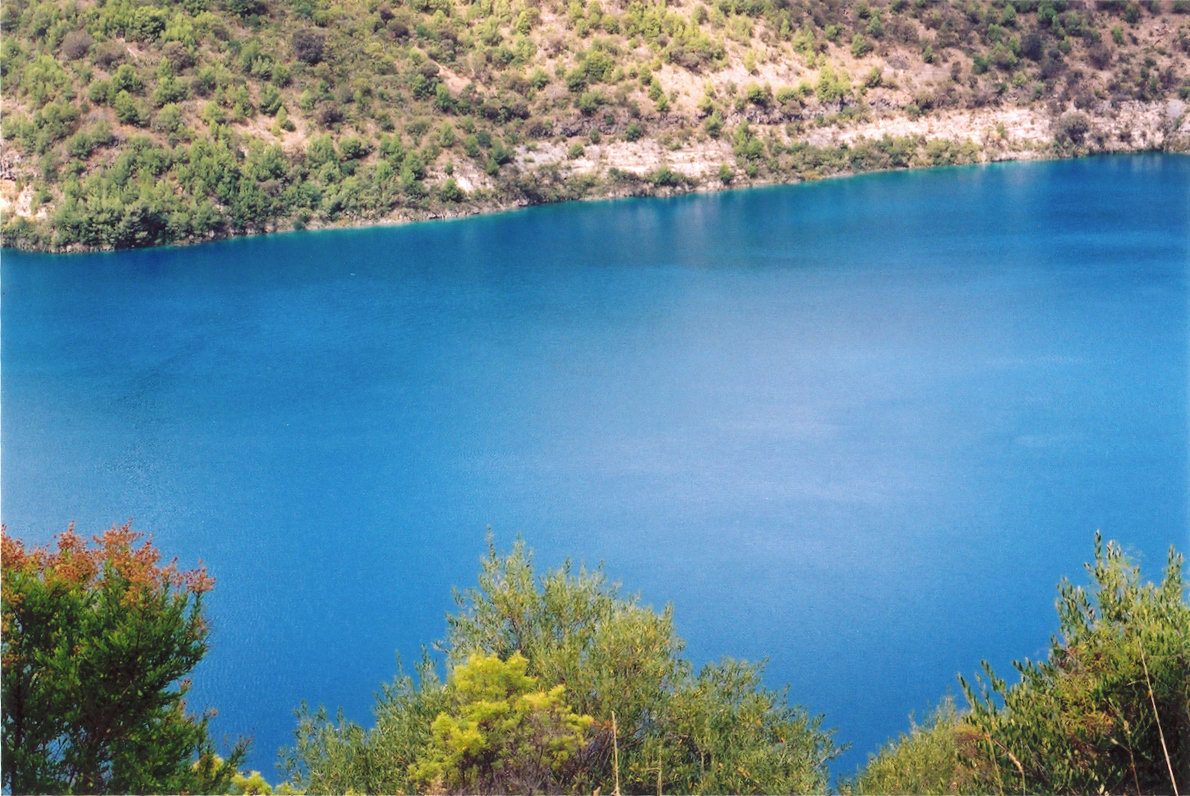
3月初旬のブルーレイク
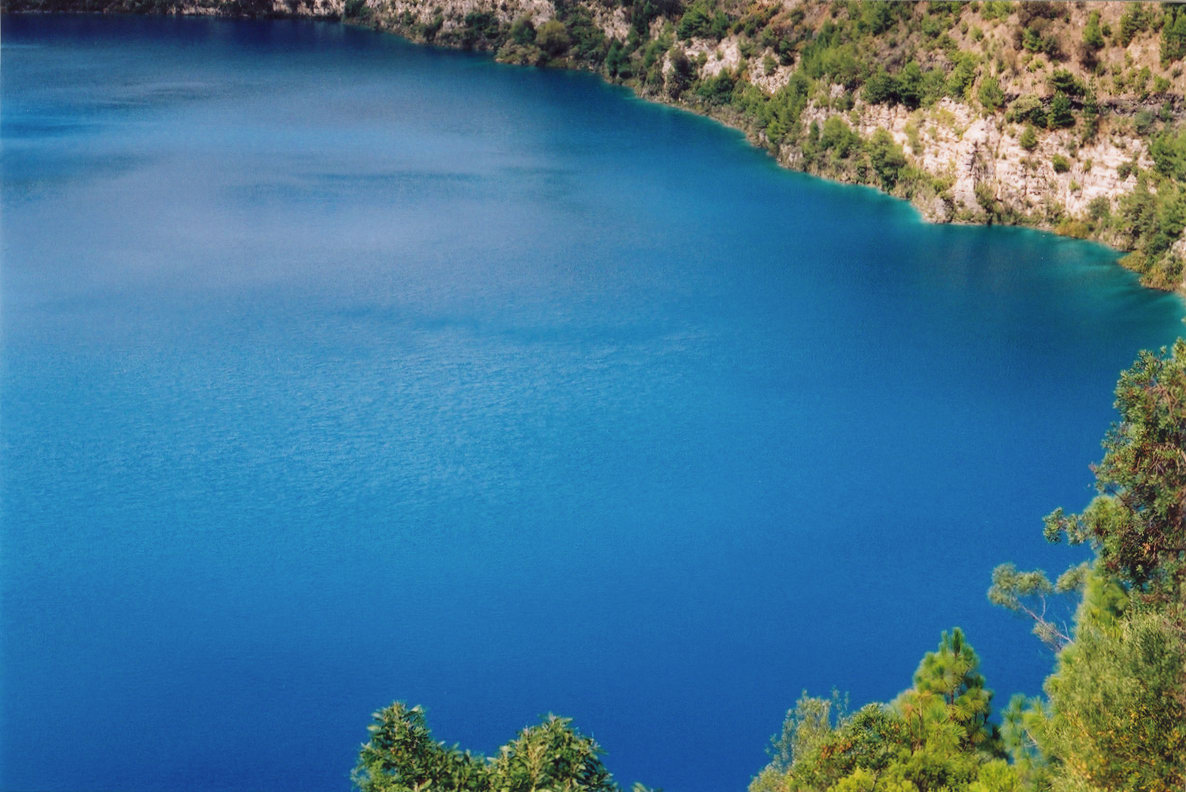
3月初旬のブルーレイク
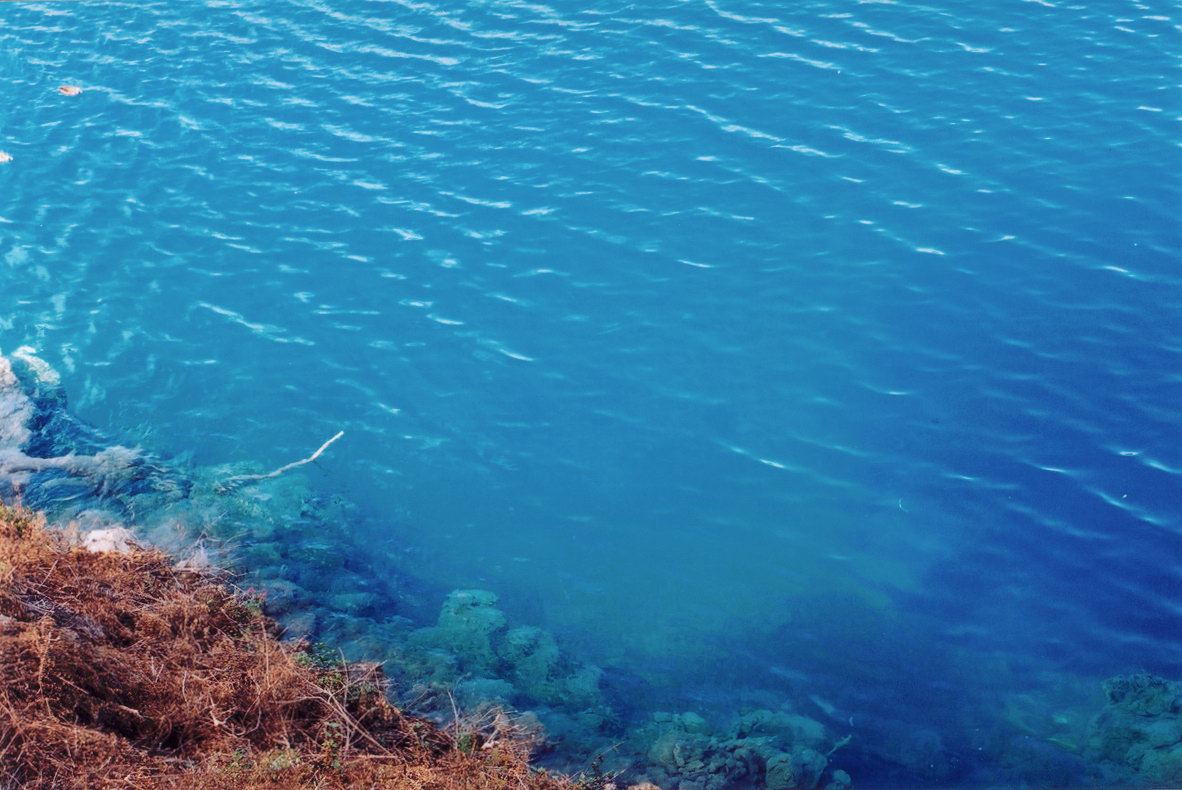
湖面のおよそ4メートル上から
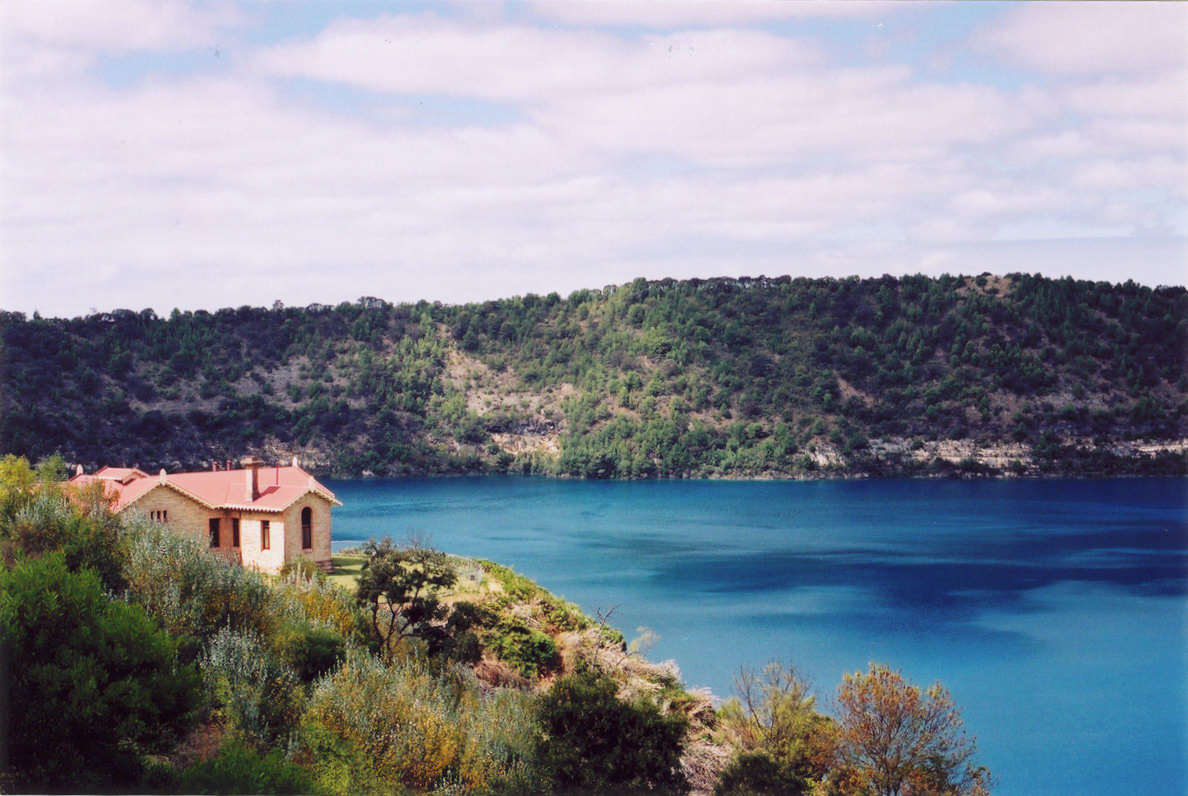
ポンプ場（手前）と3月初旬の湖